# قضاء جنين
قضاء جنين (بالإنجليزية: District of Jenin) هو تقسيم إداري سابق في فلسطين التاريخية يعود لفترة الإنتداب البريطاني (بين 1920 وحتى 1948)، مركزه مدينة جنين. يقع في الجزء الشمالي لفلسطين، ويحيط به كل من قضاء الناصرة من الشمال، وقضاء بيسان من الشرق، وقضاء نابلس من الجنوب، وقضاء حيفا وقضاء طولكرم من الغرب.

## قرى جنين داخل الخط الأخضر
قرى قضاء جنين الواقعة داخل الخط الأخضر والتي دمرت جميعها: خربة الجوفة، زرعين، عين المنسي، اللجون، المزار، نورس.

## السكان اليوم

### السكان المهجرين
يعيش ما يزيد عن 87% من اللاجئين من سكان قضاء جنين في مخيم جنين،
ويشكل اللاجئين من زرعين أكثر من 50% من اللاجئين المسجلين من قضاء جنين في الضفة الغربية.